# 中國有色礦業集團
中國有色礦業集團有限公司，簡稱中國有色礦業集團（英語：China Nonferrous Metal Mining (Group) Co., Ltd.）是一家中华人民共和国中央企業，於1983年由中华人民共和国国务院設立，是国务院国有资产监督管理委员会管理的大型中央企业。曾名為「中国有色金属工业对外工程公司」，以及「中国有色金属建设集团公司」。集團曾為中國有色金屬工業總公司子公司，及後於1998年從屬於中國國家經貿委國家有色金屬工業局，於2000年公司划归中央直接管理；於2003年由国务院国资委管理。
董事長和總經理為羅濤。總部位於北京朝阳区安定路10号中国有色大厦(北楼)（郵編：100029）。
業務為中國內地和全球有色金属矿产资源开发、建筑工程、相关贸易及服务，旗下上市為中国有色金属建设股份有限公司、宁夏东方钽业股份有限公司、中國大冶有色金屬礦業有限公司，以及中國有色礦業有限公司；前者為2家在深圳上市，後兩者為香港上市。
而在2013年7月，被美國財富雜誌全球500大企業，排名為482位，截止2012年12月31日財政年度止，營業收入為241.46億美元，盈利為8300萬美元。

## 外部連結
- cnmc.com.cn（页面存档备份，存于）